# 鐵娘子 (電影)
《铁娘子》（英語：The Iron Lady）是2011年一部关于英国首位女首相玛格丽特·撒切尔夫人的传记电影，《媽媽咪呀！》一片的英国女导演菲利达·劳埃德执导，美国著名演员梅麗·史翠普主演，梅麗·史翠普凭借本片获得了她的第二座奧斯卡最佳女主角奖。

## 故事大綱
影片通过英國史上第一位女性首相戴卓爾夫人（Margaret Thatcher），老年時在家中整理亡夫遺物所產生的幻觉与回忆：父親的從政、與亡夫邂逅、相戀、婚姻、從政、當選下議會議員、就任教育大臣、角逐保守黨黨魁、出任首相、社會經濟轉型、解決罷工與社運問題、誕下龍鳳胎、福克蘭群島戰爭、黨內分裂、落選、退休、證實患上失智症…为观众呈现出她由雜貨店少女到首相的经历，及其参与过的重要历史事件，以刻画出撒切尔夫人的性格与个人魅力，及其一段成就不凡的傳奇，更交織出英國近代最動盪的歷史。

## 剧情
英國曼徹斯特廣場，年迈的戴卓爾夫人偷偷避開看護，溜到街上買了一品脫的牛奶，然後返家準備為夫婿丹尼斯·戴卓爾（占百路賓特 飾）做個早餐，丹尼斯會在戴卓爾夫人煮雞蛋時說說笑話，老梗，但很暖心。然而當戴卓爾夫人的私人助理現身時，大家才發現戴卓爾夫人原來仅一個人坐在餐桌，丹尼斯只活在她的腦海之中。只要在生命中存在過，對戴卓爾夫人來說已是永恒。這是一個悲喜交集的日子，戴卓爾夫人終於要下決定，與亡夫的遺物告別，她的女兒卡洛兒·戴卓爾（奧莉菲亞高文　飾）也到來與她一起準備這晚的宴會。戴卓爾夫人在派對中不斷出現失神的情況，更被敏銳的客人留意到，不過她很快恢復過來，鋒利的言詞仍然如昔。到晚上，卡洛兒卻發現母親的情況開始惡化，並建議她明天要看看醫生。當女兒離開之後，戴卓爾夫人再次憶起那年代久遠的日子，那個派對，那一個又一個的決策時刻。
難忘那段段記憶
回憶最初，戴卓爾夫人與政治早已建立起不可分割的關係。看著充滿激情的保守黨市議員父親艾法在鎮上發言，再看看躲在廚房洗茶杯的母親，少女時代的戴卓爾夫人早已下了一個決定，當她到牛津大學上課時，更成為開創明天的重要一步。派對上的每一幕又再次浮現在腦海之中，那時戴卓爾夫人仍然只是個少女瑪格麗特（暱稱瑪姬，雅麗珊德拉羅奇　飾）。她仍能記得每一個細節，因為就是那天，她坐在餐桌前面，靜候著成保守黨候選人的時候，她堅信自己的才智與堅毅，可以令那些保守的黨友放下性別歧視。這時，年輕的丹尼斯戴卓爾（哈利萊特　飾）卻默默注視著這位散發出自信的年輕女子，正是這天，瑪姬的人生有了新的轉變。下議院選舉失敗以後，瑪姬滿腔怒火坐在彩旗飛揚的大廳之中，全靠有趣、善良的丹尼斯令她振作起來；在一頓英式晚餐之後，丹尼斯正式向她求婚，那些點點滴滴怎能叫人忘記。還有每天離開年幼的子女及丹尼斯，去下議院工作準備一份又一份的法案文件，以及那確信可以成為首位進駐唐寧街十號的第一個女性首相的時刻，全部都是生命中令人難以忘懷的經歷。
政治生涯的重生
不過，現實中的戴卓爾夫人卻面對一個又一個的警訊，即使她多麼抗拒醫生的查問，甚至為此大發雷霆，卻無可避免地明白到自己的身體出現了一些狀況，亡夫丹尼斯的身影再次出現，正是其病症開始嚴重的明顯徵兆。這些警號就像當日落台前夕的風風雨雨一樣在催迫著她。那些內閣成員不斷地要求她撤回人頭稅的經濟政策，即使她再堅強，但罷工、內亂的威脅每天在上演，還有那些四處恐怖攻擊的愛爾蘭共和軍。那天，戴卓爾夫人才剛完成演講稿，酒店內的丹尼斯則準備沐浴上床，忽然間一個炸彈，將整個酒店房炸開。那一瞬間，外面有很多同僚受傷，四周都受到破壞，戴卓爾夫人與倖免的夫婿相擁而泣。
還有那次，頂足了70天的福克蘭戰爭，堅決不與阿根廷獨裁者和談的決定，甚至不理會輿論，連盟友美國政府的勸阻也置之不顧，隨著戰事升級加上英軍人命傷亡數字上升，戴卓爾夫人經歷了政治生涯其中一段最黑暗的日子，但最終的勝利卻換來了全國軍民的愛戴，也是戴卓爾夫人的一次政治大翻身。或許就是這些政治舞台上的華燈妙舞，令她衝昏了頭腦，逐漸變成獨斷獨行的領導人，令她的政策與選民的期望出現了很大的落差，就連身邊的戰友也離她而去。
丈夫離世與告別
在國會內，當長期戰友賀維宣佈辭職之後，整個黨都忽然轉向，夏舜霆甚至宣佈要挑戰其黨魁的地位。最初戴卓爾夫人不認為會受到甚麼威脅，並到巴黎出席了歐洲各國領導人的冷戰結束紀念會。當她意識到現場有人要她下台時，再返回英國也為時已晚。她在背叛的漩渦之中顯得心灰意冷，被迫接受引退。最終從唐寧街搬出，馬卓安成為繼任人。
一段又一段歷歷在目的日子，也不及丈夫丹尼斯離世一刻令她心痛。她感到最錐心泣血的，是一直未能問問丈夫：「你快樂嗎？」望著滿屋充滿回憶的衣衫，收拾著收拾著，丹尼斯再次站在她的身邊穿戴整齊拿起行李箱，他走到前廊與戴卓爾夫人來個最後道別，然後一切都要告終，戴卓爾夫人終於崩潰並泣不成聲，試問誰想孤獨一人？
新的一天到來，女兒卡洛兒來到發現戴卓爾夫人居然已經把先夫的遺物全部打包了：她已經決定放下過去，活在當下。

## 角色
| 演員            | 角色                    | 备注                                                   |
| --------------- | ----------------------- | ------------------------------------------------------ |
| 梅莉·史翠普     | 玛格丽特·撒切尔         |                                                        |
| 亞莉珊卓·洛區   | 年輕时的玛格丽特·撒切尔 | [ 5 ]                                                  |
| 吉姆·布洛班特   | 丹尼斯·撒切尔           | 撒切尔的丈夫                                           |
| 哈里·勞埃德     | 年輕时的丹尼斯          |                                                        |
| 伊恩·格雷       | 阿尔弗雷德·羅伯茲       | 玛格丽特·撒切尔的父亲                                  |
| 奧莉薇雅·柯爾曼 | 卡洛儿·撒切尔           | 撒切尔的女儿                                           |
| 安東尼·希德     | 賀維                    | 撒切尔内阁中任期最長久的成员                           |
| 理查·E·格蘭特   | 夏舜霆                  |                                                        |
| 罗杰·阿拉姆     | Gordon Reece            |                                                        |
| 迈克尔·潘宁顿   |                         | 80年代早期的工黨黨魁，撒切尔初當首相時的國會反對黨領袖 |
| Angus Wright    | John Nott               |                                                        |
| Julian Wadham   | Francis Pym             |                                                        |

## 制作
本片于2011年1月31日在英国开拍。尽管梅麗·史翠普是个美国演员而非英国演员，但是她优秀的演技可以弥补两人在外貌与口音上的一些差异。
为了演好这角色，梅莉在2011年1月花了不少时间待在英国下议院裡观摩议员的行为表现。她也访问过撒切尔童年时在格兰瑟姆的居所，并与撒切尔夫人的57岁的女儿卡洛儿·撒切尔见面交谈过。此外，据报道她还到访过撒切尔夫人和撒切尔夫人的妹妹妙丽叶儿（Muriel）的住处。
梅莉个人也表示：要演好这个角色对她的挑战很大，她须要把更多的热忱、热情、细节和耐心融入到角色当中。

## 評價
《香港爽報》的敬璜表示：「全片着重她的感情生活和發迹傳奇，中段戲味平淡有些悶場，不過梅莉·史翠普魅力非凡，造型和演繹上均與當事人似到離奇，焦點自然全落在她一人身上，其他瑕疵，也被拋諸腦後了。」

## 奖项
| 頒獎典禮               | 獎項             | 得獎者                         | 結果 |
| ---------------------- | ---------------- | ------------------------------ | ---- |
| 纽约在线影评人协会奖   | 最佳女主角       |                                | 獲獎 |
| 东南影评人协会奖       | 最佳女主角       |                                | 獲獎 |
| 纽约影评人协会奖       | 最佳女主角       |                                | 獲獎 |
| 第32届伦敦影评人协会奖 | 最佳女主角       |                                | 獲獎 |
| 丹佛影评人协会奖       | 最佳女主角       |                                | 獲獎 |
| 广播影评人协会奖       | 最佳女主角       |                                | 提名 |
| 美国演员工会奖         | 最佳女主角       |                                | 提名 |
| 第69屆金球獎           | 最佳剧情片女主角 |                                | 獲獎 |
| 第65届英国电影学院奖   | 最佳女主角       |                                | 獲獎 |
| 第65届英国电影学院奖   | 最佳化妆         | Marese Langan                  | 獲獎 |
| 第84屆奧斯卡金像獎     | 最佳女主角       |                                | 獲獎 |
| 第84屆奧斯卡金像獎     | 最佳化妆         | Mark Coulier 与 J. Roy Helland | 獲獎 |